# Alcorta
Alcorta es una localidad del departamento Constitución, provincia de Santa Fe, República Argentina. Se ubica en la intersección de la Ruta Nacional 178 con la Ruta Provincial 90.
Es la segunda localidad del Departamento Constitución. Se encuentra a 95 km de la primera ciudad provincial, Rosario (mayor centro urbano de la provincia). También se encuentra a 270 km de la ciudad de Santa Fe, 85 km de Villa Constitución (Cabecera Departamental).
La factibilidad de rutas, como también la cercanía de un puerto con almacenaje cerealero, hacen mucho más ágil el transporte por vía terrestre de la producción primaria de la localidad y región, teniendo como primer estamento las plantas cerealeras locales, que en la actualidad son 3 y permiten que los productores agropecuarios agilicen la entrega del cereal que se comercializa para exportación.
La actividad económica de la localidad como de la región, es netamente agrícola ganadera, siendo la actividad fabril, comercial y de servicios netamente relacionada con el agro.
Podría considerarse la ubicación de la localidad, estratégica para el desarrollo regional, ya que es la que cuenta con mayor población e infraestructura local, en un radio de 100 km a su alrededor.
De igual forma, en la actualidad, son muchos los servicios con los que cuenta Alcorta, y que son requeridos por los habitantes de las localidades vecinas.
Alcorta cuenta con dos entidades deportivas desde hace más de 100 años.

## Santo Patrono
- Santiago Apóstol, festividad: 25 de julio

## Creación de la Comuna
- 9 de abril de 1895

## Aspectos generales
Como toda población rural, está compuesta por agricultores, trabajadores del campo, comerciantes, transportistas y autónomos de diversos oficios.
El pueblo posee una entrada de 1 km hasta el casco urbano.
Esta población se ha desarrollado alrededor de la estación del FFCC, por lo que ha evolucionado a ambos lados de la misma. Sin embargo, hay una división clara entre un lado y el otro.
De un lado está la población más "céntrica" y de mayor poder adquisitivo, localizada sobre el casco antiguo. Por el otro, se ha formado la población más reciente adjuntada sobre el acceso al pueblo desde la ruta provincial. Este poblado fue formado por vascos mayormente llegados desde San Sebastián (España). Casualmente en la provincia de Guipúzcoa existe un caserío llamado precisamente "Alcorta".
Por encontrarse equidistante de las localidades de Bigand, Máximo Paz, Juncal y Billinghurst, Carreras y Pearson, los chacareros han elegido a esta localidad como centro de negocios. Así entonces se ven florecer instituciones bancarias, casas matrices de diversas empresas y se observa un cierto grado de prosperidad. Muchas de las calles del pueblo están realizadas con pavimento de concreto (hormigón armado), iluminadas y con servicio de recolección de residuos domiciliarios.

## La Fundación, Colonia y Organización

### Fundación

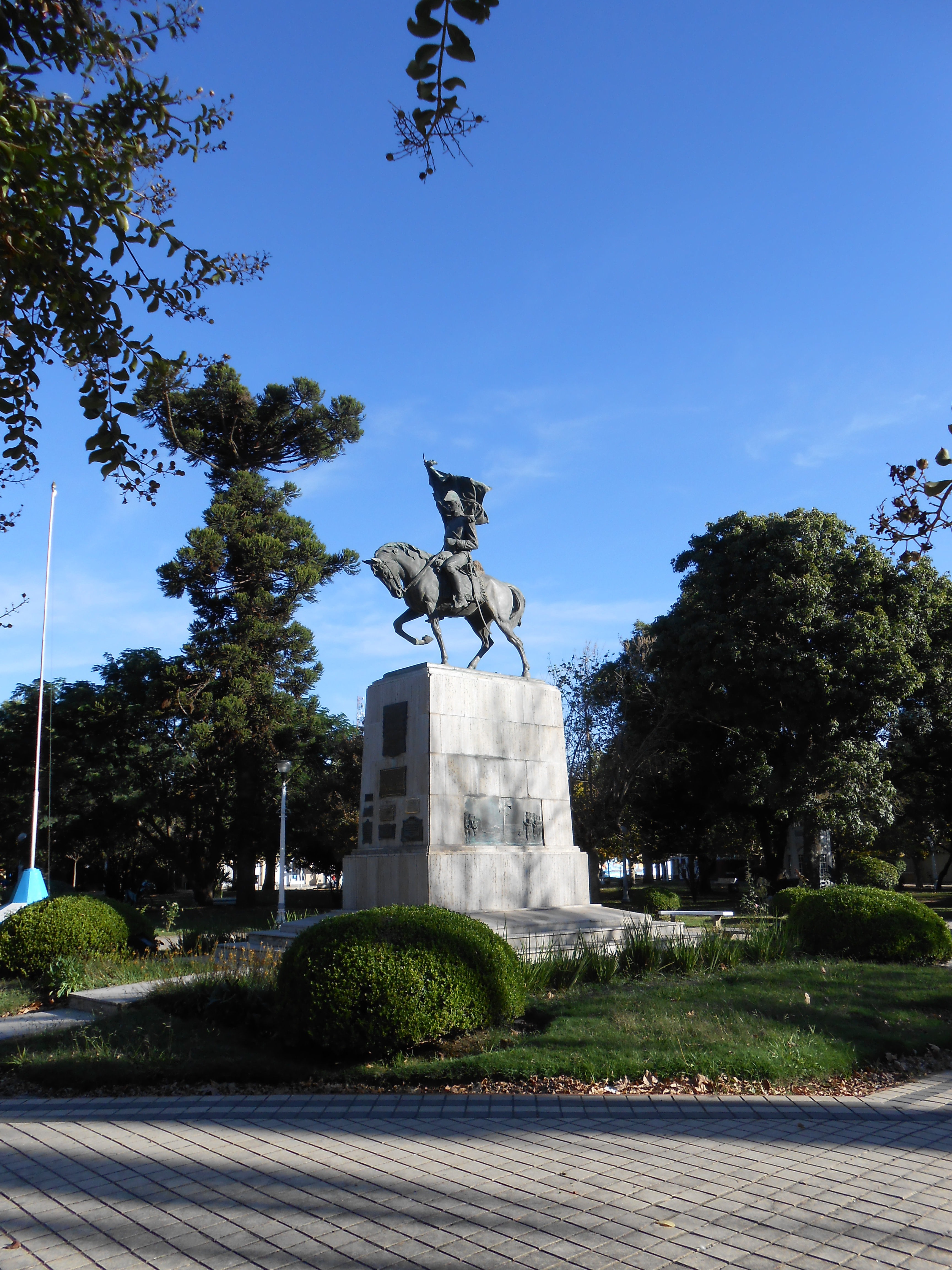
Plaza Belgrano

En la provincia de Santa Fe, la década de 1880 significó la edad de oro de la colonización agrícola: la derrota definitiva del aborigen promovió la colonización de miles de hectáreas, se desplegó una formidable red ferroviaria y la llegada de inmigrantes se vio profundamente aumentada.
Entre 1883 y 1895, el centro de la provincia se pobló rápidamente, y comenzaron a formarse las primeras colonias en el sur. El extremo sur, conformado por los departamentos General López y Constitución, fue la última región en ser colonizada, cobrando importancia recién hacia fines de la década.
El departamento Constitución, desde alrededor de 1850, tenía grandes estancias volcadas a la producción lanera y ganadera. Como consecuencia de las grandes ventajas que proporcionaban estas actividades, la expansión agrícola sólo fue posible una vez que el crecimiento de la red ferroviaria y la inmigración revirtieron la rentabilidad relativa de ambas actividades. Cuando esto ocurrió, muchos propietarios dedicaron sus campos al cultivo de cereales, aunque las características de esta región la distinguieron claramente de las restantes: la producción agrícola se desarrolló en combinación con la ganadería, dando lugar a los llamados cultivos combinados caracterizados, entre otras cosas, por la presencia de una significativa mayoría de arrendatarios entre los cultivadores.

### Nace la Colonia Alcorta
En 1857, la Comisión designada por el gobierno de la provincia de Santa Fe para la venta de terrenos de propiedad pública, vende el terreno fiscal llamado “Puestos de Medina”. 
Estas tierras, que comprenden la región en que se emplaza hoy nuestra localidad, fueron adquiridas en 1860 por Amancio Alcorta. Uno de sus sucesores, Pedro Ramón Alcorta, comienza en 1878 las gestiones para que una línea ferroviaria pasara por ellas. 
En 1886, se comienza a construir la línea que uniría Villa Constitución y La Carlota, cuyo tramo hasta San Urbano es finalizado el 22 de junio de 1889 y, en ese momento, se construye la estación Alcorta. El 1 de mayo de 1890 se habilita la línea para el servicio de cargas, y el 26 de junio del mismo año se habilita al transporte de pasajeros.
El 31 de diciembre de ese mismo año, se crea el departamento Constitución y toma parte del departamento General López, por lo que la Estación Alcorta y su jurisdicción pasan al nuevo departamento.
Con la llegada del ferrocarril, la fisonomía del lugar comienza a transformarse: se instalaron almacenes de campaña, carnicerías y boliches, se poblaron las chacras y la estación Alcorta se hacía prometedora. El 27 de abril de 1892, la familia Alcorta decide vender las tierras a J. B. Iturraspe. 
El 23 de junio de ese mismo año, Iturraspe pide formalmente la autorización al gobierno provincial para la fundación de un pueblo, obtenida del gobernador J. M. Cafferatta el 21 de diciembre de 1892.
Cuando Alcorta fue fundado, en el departamento Constitución ya se habían constituido Máximo Paz, fundado por este propietario en 1890, y Peyrano, creado en 1891 por Manuel Peyrano.
Para el momento en que se funda esta localidad, existían en la región extensos latifundios: campo “Laplacette”, situado entre los distritos Alcorta, Máximo Paz, Juncal y Pearson, con una extensión superior a las tres mil ha.; "La Eloisa", de tres mil ha.; "La Adela" que se extendía desde la salida de Alcorta hasta la zona de Chabás, con una superficie superior a las 20 mil ha., propiedad de la condesa Adelina Pombo de Botto, arrendadas por la empresa subarrendadora Genoud, Benvenuto, Martelli y Cía.; "La Sepultura", de más de tres mil ha., arrendada por los hermanos Camilo Cucco y Juan Cucco, que subarren¬daban parcelas a los agricultores; campos "Colaso", de los herederos de Cándida Camino Colaso; campos "Madariaga" con una extensión superior a las siete mil ha.; "Las Gándaras" de sobre 30 mil ha.; La Baguala.

### La Organización
Antes de la fundación de las localidades del sur de Santa Fe, se había instalado en el límite con la provincia de Buenos Aires un destacamento policial atendido por tres agentes. Juan Ford ocupaba allí el puesto de Teniente Alcalde de la Guardia Nacional. 
En la medida en que la región se fue poblando, la necesidad de organización se fue profundizando, y desde el gobierno provincial comenzaron las acciones para conseguir este fin.
Así, el 18 de junio de 1892, el gobernador Cafferata firma el decreto comprendiendo en la jurisdicción del comisario de Policía de los Puestos de Medina a la colonia y estación Alcorta.
El 19 de septiembre de 1892, Emilio Villafañe es nombrado juez de paz y Comisario ad honorem del Pueblo y Estación Alcorta, con jurisdicción en las colonias Coronel Freyre y Distrito India Muerta; y el 8 de noviembre de 1893, Don Doroteo Fernández asume como juez de paz de la estación Alcorta. Hasta esas fechas estos cargos habían sido desempeñados oficiosamente y también con carácter ad-honorem por el vecino Pablo Granados quien fuera uno de los pioneros ya que se había afincado en la zona en el año 1876 ejerciendo la administración del establecimiento rural "El Bagual" que era propiedad de la firma Casiano Casas y Echesortu.
Desde 1894, año en que se crea la Comisión de Fomento de Máximo Paz, Alcorta depende administrativamente de ella. En marzo de 1895 el jefe político del departamento Constitución, accediendo a lo solicitado por vecinos de la localidad, solicitó al gobierno provincial la creación de la Comisión de Fomento de Alcorta. El 9 de abril de 1895 el gobierno santafesino accede a este pedido y designa para integrarla a Fernando Grotkofsky, Pedro Urbano Pujol y José Olaeta, quienes se reúnen por primera vez en el local del Juzgado de Paz. En los años siguientes, comienzan a formarse las instituciones más importantes de la localidad: la parroquia Santiago Apóstol, la escuela fiscal n.° 180, el Registro del Estado Civil, las asociaciones de inmigrantes
Poco a poco, Alcorta se transformaba: de un pequeño caserío rodeando la estación ferroviaria, en una localidad pujante, con enormes perspectivas de crecimiento. Sus tierras de incalculable fertilidad, la permanente llegada de inmigrantes, la fuerza emprendedora de sus habitantes, hicieron que Alcorta, que para 1895 contaba con 597 habitantes, creciera a una velocidad inesperada: en menos de veinte años su población era de 3991 habitantes, convirtiéndose en uno de los más importantes distritos del departamento.
Hoy Alcorta tiene muchas historias para contar. Historias que fueron contadas desde siempre, historias viejas, historias nuevas, historias cortas, historias largas, historias que brillan en la oscuridad, historias que mejor olvidar. Pero no hay una sola historia que no merezca ser contada.

## Grito de Alcorta
Se conoce como Grito de Alcorta a la rebelión agraria de pequeños y medianos arrendatarios rurales que en 1912 sacudió el sur de la provincia argentina de Santa Fe y se extendió por toda la región pampeana, con centro en esta ciudad, y que marcó la irrupción de los chacareros en la política nacional del siglo XX, dando origen además a su organización gremial representativa, la Federación Agraria Argentina.

### Contexto histórico y social
La estructura social del campo en el momento en que se desata la rebelión, estaba integrada por terratenientes, arrendatarios y subarrendatarios. Estos últimos se encontraban sometidos a los terratenientes a través de contratos que establecían, entre otras cosas, rentas impagables y la obligación de comprar herramientas e insumos a quien el terrateniente mandare, e imponían al colono las responsabilidades de una mala cosecha. Se llegó a un punto en que, por más que el colono trabajara de sol a sol y por buena que fuera la cosecha, al final de ésta no le quedaba ni lo más elemental para subsistir. El detonante fue la formidable cosecha de 1912, al comprobar los chacareros que luego de pagar las deudas nada quedaba para ellos.

### El Grito

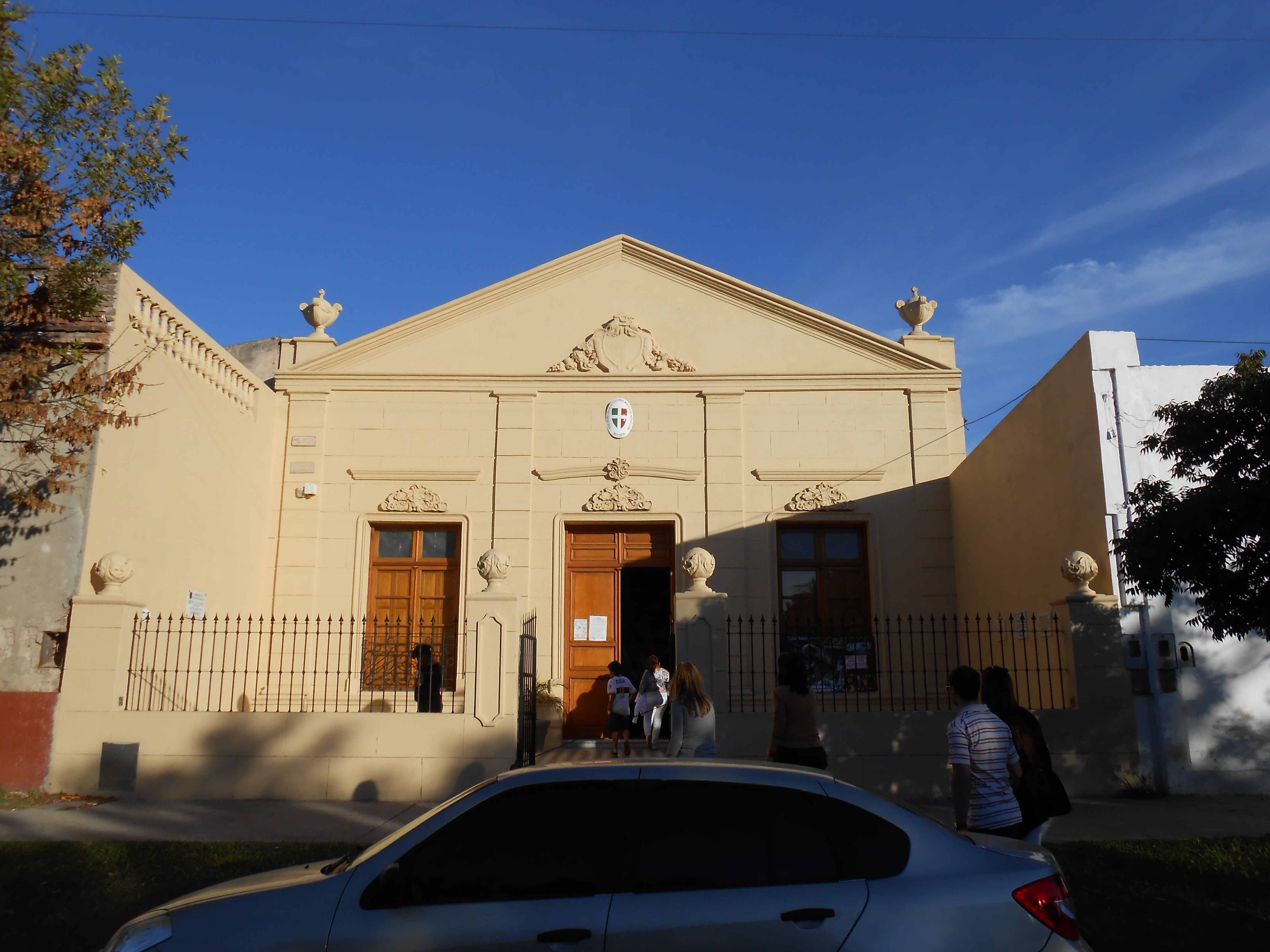
Sociedad Italiana

El 25 de junio de 1912 se realizó una asamblea en la Sociedad Italiana de Alcorta, de la que participaron alrededor de 300 agricultores y entre manifestaciones combativas se declaró la huelga por tiempo indeterminado, hasta conseguir, entre otras reivindicaciones, “1) rebaja general de los arrendamientos y aparcerías; 2) entregar en las aparcerías el producto en parva o troje, como salga; 3) contratos por un plazo mínimo de 4 años”. 
Más de dos mil agricultores de Alcorta, Bigand, Bombal, Carreras, Firmat y San Urbano (Melincué) asistieron a la asamblea en el local de la Sociedad Italia de Socorro Mutuo e Instrucción el 25 de junio de 1912. Además de los colonos presentes, las delegaciones de las localidades vecinas acercaron petitorios firmados por dos mil colonos más. 
La respuesta de los terratenientes y las fuerzas represivas no se hizo esperar, motivo por el cual los huelguistas tuvieron sus primeras víctimas. En un acto realizado en la localidad de Firmat fueron asesinados los dirigentes agrarios anarquistas Francisco Mena y Eduardo Barros, mientras en la ciudad de Rosario (esquina de Urquiza y Mitre) el 5 de octubre de 1916, a los 43 años, era ejecutado a mansalva por un sicario, el Dr. Francisco Netri (1873-1916).
A pesar del violento accionar de los terratenientes, los huelguistas fueron logrando cada vez más adhesiones. Al apoyo inicial de los anarquistas y socialistas, de los curas y los pequeños comerciantes, fueron sumándose los profesionales y amplios sectores populares. Ante el temor de tener que afrontar grandes pérdidas económicas, los terratenientes fueron cediendo lentamente y hacia mediados de 1913 la inmensa mayoría de los arrendatarios había logrado una importante rebaja de los arrendamientos. De todos modos, la oligarquía logró mantener cláusulas leoninas en los contratos, que imponían restricciones a la libertad de comprar y vender.
El Grito de Alcorta, si bien no modificó sustancialmente la estructura agraria, favoreció el surgimiento de organizaciones campesinas en otros lugares del país.
Véase también
- Vídeo del GRITO DE ALCORTA realizado por el locutor Nery Bó.

## Museo
El Museo Comunal de Alcorta fue creado en el año 1983, por Ordenanza Comunal n.º 499, cuando es destinado el antiguo local comunal como Museo, Salón Cultural y Archivo Histórico. De todas maneras, el Museo abre sus puertas al público luego del trabajo realizado por la Conservadora de Museos Carmen Castillo. Su trabajo surgió de un convenio realizado el 15 de abril de 1992 entre la Comuna de Alcorta y la Fundación Universidad Nacional de Rosario (Resolución n.º 426). 
Luego de unos años, el museo permaneció cerrado hasta que en mayo de 2002, cumpliéndose el 90.º aniversario del Grito de Alcorta, la Comisión Comunal decidió reabrir el Museo Comunal y trasladarlo a la Estación de Ferrocarril, por tratarse ésta de un espacio histórico significativo y por permitir un ordenamiento temático del material expuesto.

## Paseo Cultural
El pueblo Alcorta tiene hoy la posibilidad de decir que ha sido protagonista de un hecho histórico de trascendencia nacional, ya que la huelga agraria declarada allí el 25 de junio de 1912, conocida como Grito de Alcorta, se extendió inmediatamente a cuatro provincias y fue sostenida por alrededor de 100.000 agricultores durante más de tres meses. Además de ello, surgió también de estos agricultores explotados la idea de agruparse, conformando una entidad gremial que los defendiera, la Federación Agraria Argentina. 
Es por este motivo que creemos necesario que un hecho histórico de tales dimensiones, que en general es poco recordado desde la historia escrita y las currículas escolares, sea revalorizado en la actualidad. 
En este sentido, nos planteamos el desafío de recuperar todo aquello que de una u otra forma nos vincula con este pasado, pensando en fortalecer nuestros lazos identitarios, tratando de reconocernos como sujetos históricos con el objetivo de resignificar el pasado desde el presente y desde allí construir el futuro.
Como es ampliamente reconocido, ciertos objetos, edificios y lugares son testimonios tangibles del pasado. Nos transportan en el tiempo y nos permiten ubicarnos históricamente. En Alcorta existen lugares clave vinculados con el Grito de Alcorta, y ellos son el almacén de ramos generales de don Ángel Bujarrabal, el edificio de la Sociedad Italia de Socorro Mutuo e Instrucción, el edificio del Hotel-Cinematógrafo Colón, que perteneciera a Juan Ardizio hasta 1919, cuando lo vendió a la Sociedad Española de Socorros Mutuos, la parroquia “Santiago Apóstol”, la “Estación Alcorta”, construida entre 1889 y 1890 por la empresa Ferrocarril Central Argentino..
Creemos importante resaltar estos lugares pensando en un futuro paseo histórico dentro de la localidad que permita dimensionar la lucha agraria llevada a cabo en la región.
El almacén de ramos generales de Don Ángel Bujarrabal, sede de reuniones de los chacareros, ha sido derrumbado en la década de 1980. Sin embargo, es un espacio que debe ser destacado en el ejido urbano por su gran importancia histórica ya que, entre otros, es el lugar en que se gestó la huelga agraria. 
El edificio que perteneciera a la Sociedad Italia de Socorro Mutuo e Instrucción, debe erigirse en uno espacios históricos por excelencia dentro de la localidad, ya que ha sido la sede de la asamblea de agricultores arrendatarios en que se declarara la huelga general de los trabajos rurales el 25 de junio de 1912. 
En cuanto al edificio del Hotel-Cinematógrafo Colón, reviste gran importancia dentro de este recorrido por tratarse de un lugar que se erige en símbolo de la época. De acuerdo con la historia oral, podemos decir que este Hotel, junto a la Sociedad Italia, constituía uno de los centros de reunión por excelencia, uno de los pasos obligados de la visita al pueblo, lugar de fiestas y reuniones sociales. Además de ello, fue el lugar elegido por el Dr. Francisco Netri, los periodistas y algunos de los colonos para realizar el almuerzo el 25 de junio de 1912, en el que se ultimaron detalles para la asamblea que se realizaría a las tres de la tarde, en la que fue declarada la huelga general. 
Para 1912, el párroco de Alcorta era el Pbro. José Netri, quien no sólo apoyó a los chacareros en su lucha, sino que además los convocaba a cada reunión de importancia desde el púlpito de la parroquia “Santiago Apóstol”. Así, este se convirtió, también, en un espacio de encuentro entre los chacareros, donde realizaban reuniones y pedían el consejo del párroco. 
La Estación Alcorta reviste suma importancia socio-histórica, ya que como en todas las poblaciones de la región, fue el centro alrededor del cual fue conformándose el pueblo. Asimismo, se trata de uno de los espacios con mayor peso en el recuerdo de los pobladores, por haber constituido durante gran parte de nuestra historia el lugar de esperas, de encuentros, de despedidas, de alegrías y tristezas. Un lugar donde se concentraron gran parte de las actividades comerciales y sociales.
No podemos dejar de tener en cuenta, además, la plaza central de pueblo, “Manuel Belgrano”, y el monumento construido en honor al “Grito de Alcorta” frente al edificio del almacén “Bujarrabal y Cía.”. 
A partir del reconocimiento de estos espacios urbanos como cultural e históricamente representativos, pensamos en la importancia que podría revestir su valorización e identificación por parte de cada sujeto como testimonios tangibles de una historia local y regional. Esto es, consideramos posible una apropiación del patrimonio histórico, cultural y arquitectónico por parte de los sujetos, como medio de apoyo a los procesos de fortalecimiento de identidades colectivas y de sentimientos de pertenencia. 
Para ello, hemos diseñado un Paseo Cultural que, además de ofrecer un recorrido por los espacios antes citados, permita al visitante conocer la historia del Grito de Alcorta. Dentro de este paseo, hay dos lugares clave que, funcionando articuladamente, nos permitirían la comprensión histórica del movimiento agrario de 1912. 
Pensamos en la sala “Grito de Alcorta” y el edificio de la Sociedad Española de Ss. Ms. –actualmente en proceso de restauración- como espacios museográficos: allí podrá conocerse la historia de la localidad, la vida cotidiana a principios del siglo XX, el desarrollo de las instituciones locales, la historia del “Grito de Alcorta”. También podrá accederse desde allí al Archivo Histórico Comunal, a archivos documentales, fotográficos y fílmicos, y una pequeña biblioteca de historia regional. 
Además, las dimensiones y estructura de estos espacios permiten otorgarles una función activa en la vida de la comunidad, integrando los valores del pasado en el presente, dándole un uso que se ajuste a las necesidades del presente sin modificar completamente sus funciones históricas. Es decir, planteamos continuar utilizando estos espacios como lugares de reunión social, de eventos artísticos y culturales. 
En virtud de la importancia histórica nacional del Grito de Alcorta y de los proyectos de trabajo planteados, el Estado Nacional ha considerado pertinente declarar “Lugar Histórico Nacional” al sector de la localidad que comprenda cada uno de estos ámbitos, demarcando, así, un rectángulo comprendido entre las calles Independencia y Reconquista, y entre Av. Rivadavia y Av. Moreno. 
Todo este trabajo de revalorización y restauración nos permitirá también transmitir la historia del Grito de Alcorta a los posibles visitantes foráneos, contribuyendo de esta manera al mejor conocimiento de nuestro pasado histórico, a nuestro enriquecimiento local, regional y nacional a partir del autoconocimiento, que será lo que nos permitirá crecer como cultura. 

## Parajes

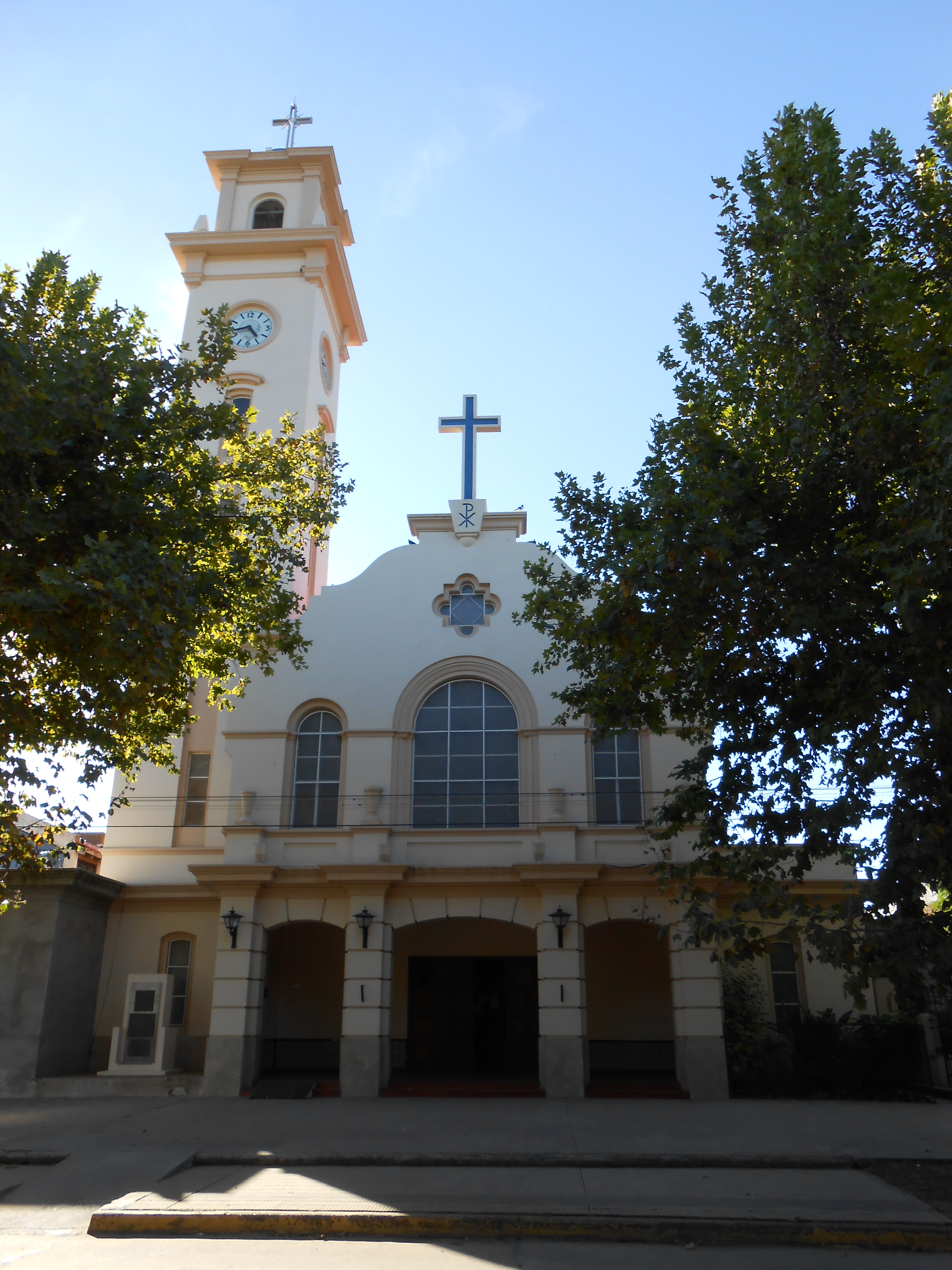
Iglesia Santiago Apóstol

- Campo El Milagro
- Campo La Carambola
- Colonia El Ancla
- Colonia La Adela
- Colonia La Eloísa
- Colonia Santa Catalina
- Leones Norte
- Hotel Residencial
- All Boys

## Parroquias de la Iglesia católica en Alcorta
| Diócesis  | Venado Tuerto    |
| --------- | ---------------- |
| Parroquia | Santiago Apóstol |